# Acacia caesia
Acacia caesia är en ärtväxtart som först beskrevs av Carl von Linné, och fick sitt nu gällande namn av Carl Ludwig von Willdenow. Acacia caesia ingår i släktet akacior, och familjen ärtväxter. IUCN kategoriserar arten globalt som livskraftig.

## Underarter
Arten delas in i följande underarter:
- A. c. caesia
- A. c. subnuda

## Bildgalleri

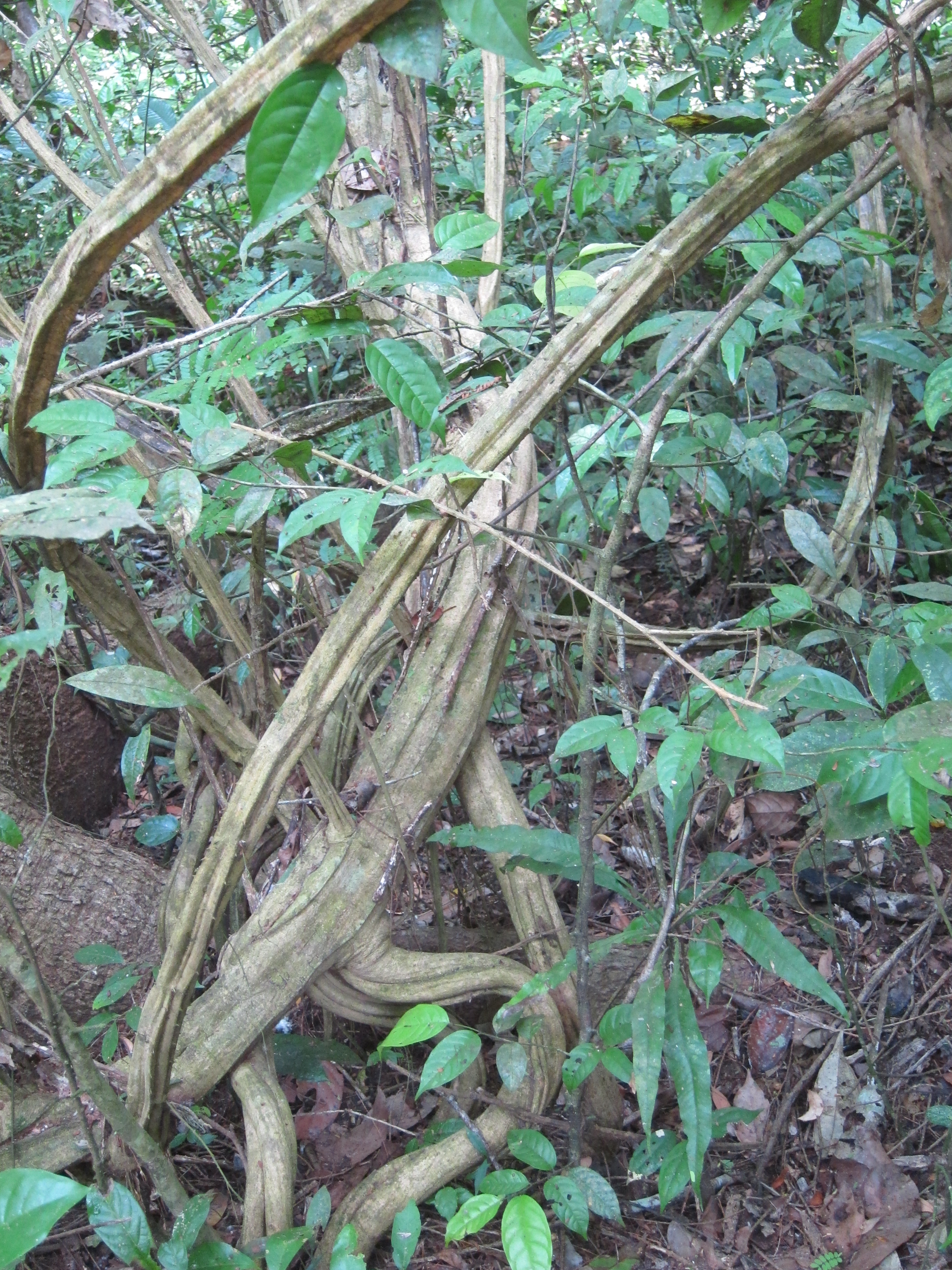
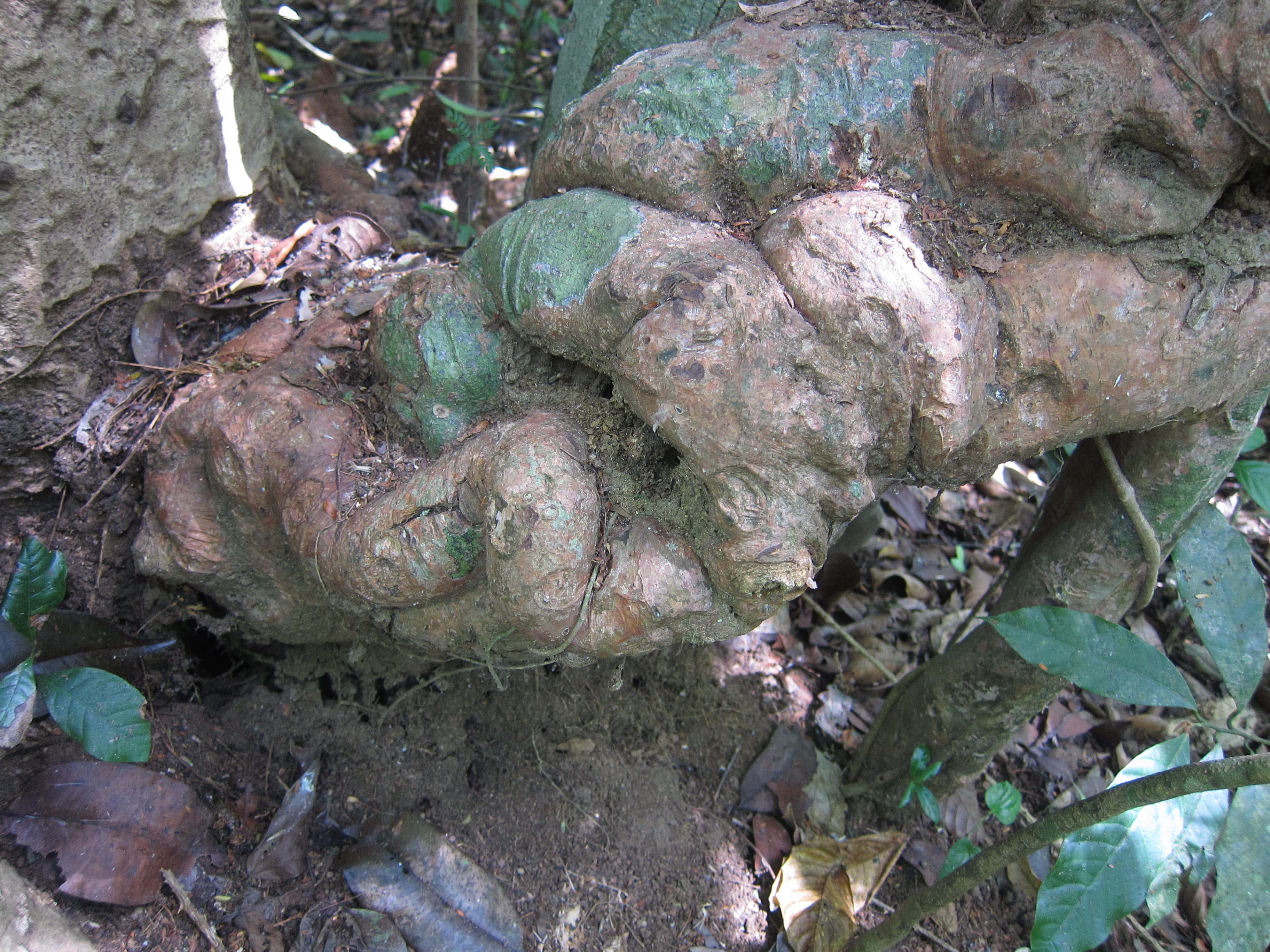
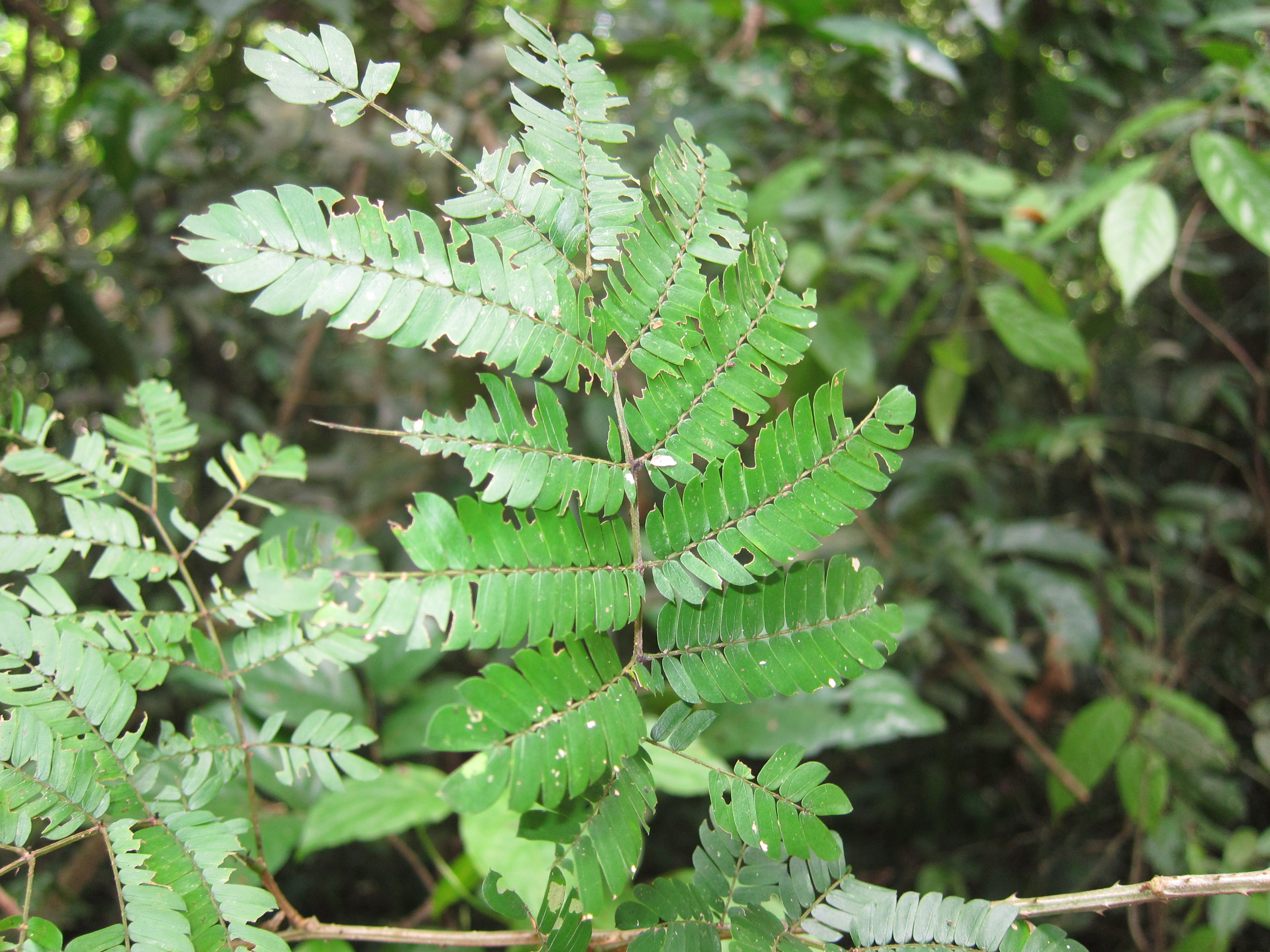
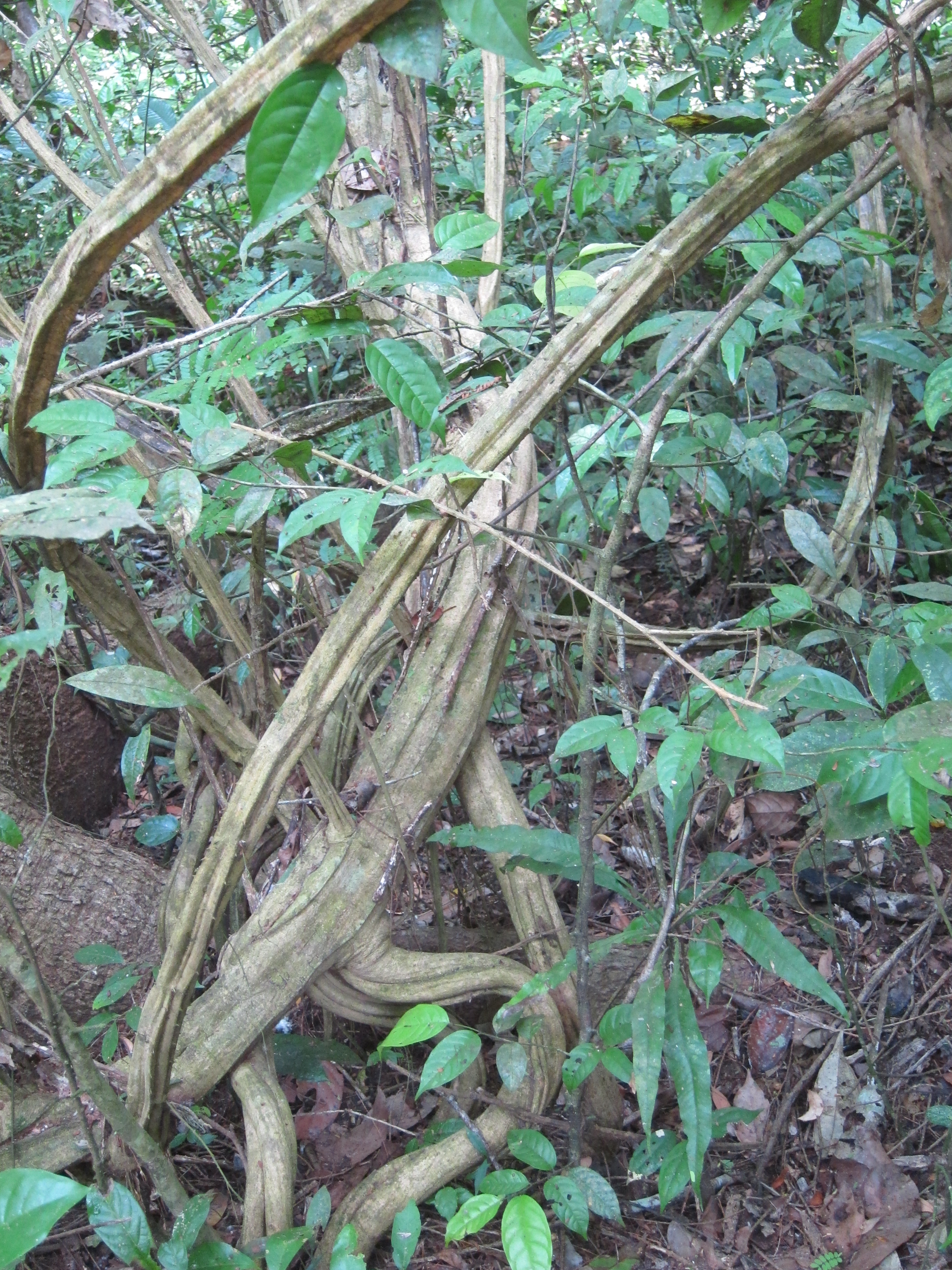
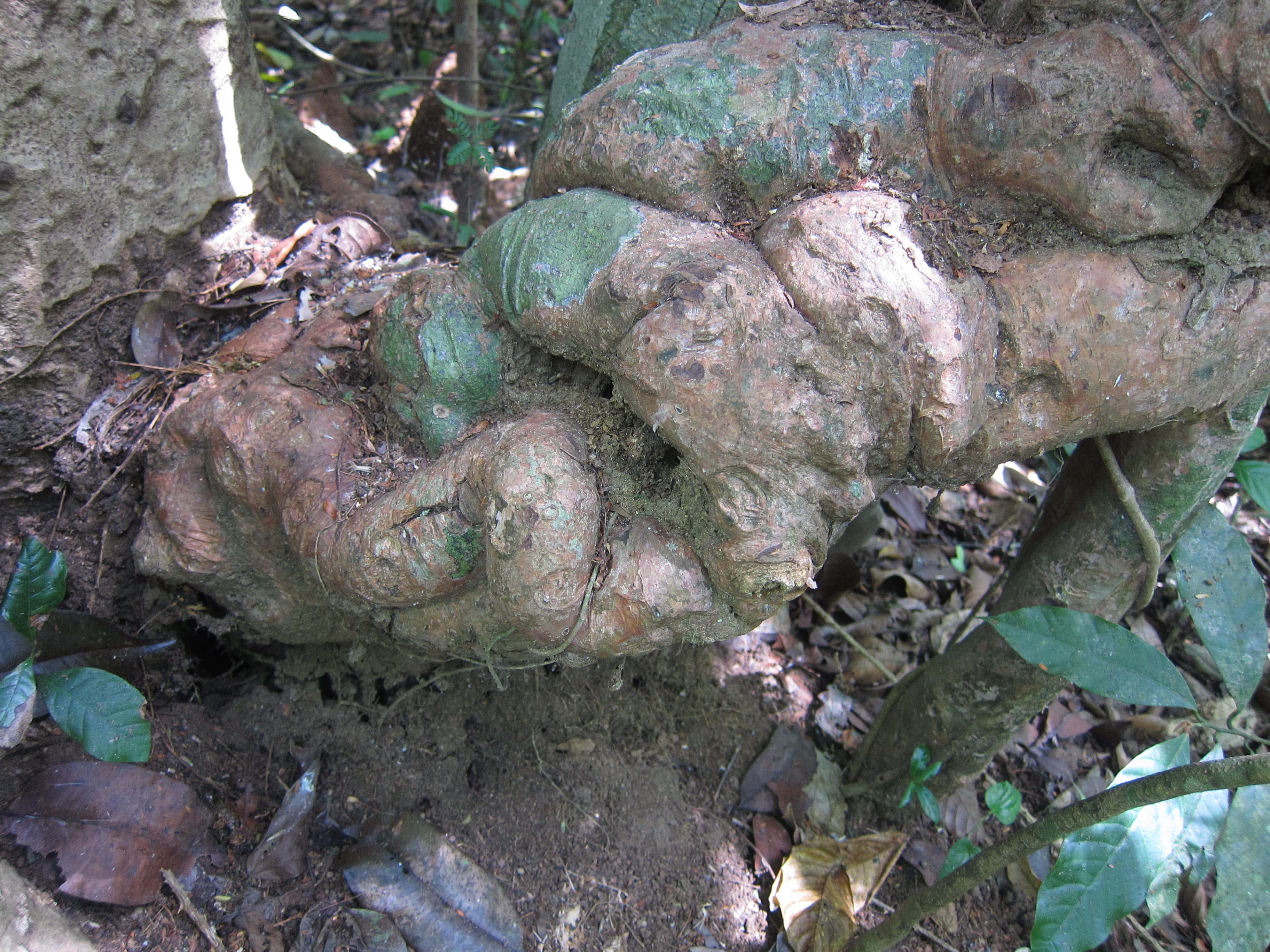
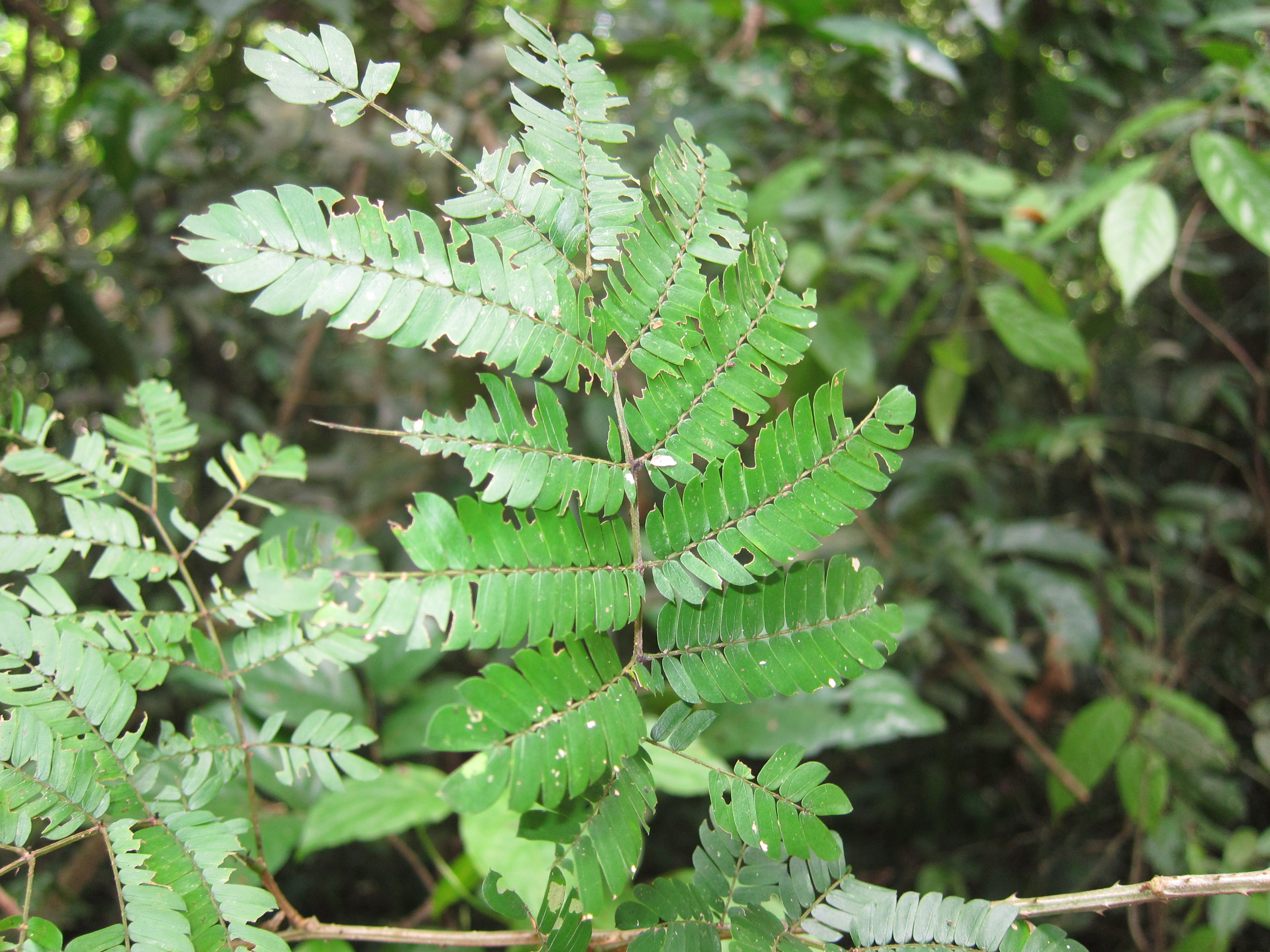